# Chapelle-sur-Loire
Chapelle-sur-Loire é uma comuna francesa na região administrativa do Centro, no departamento Indre-et-Loire. Estende-se por uma área de 19,25 km². Em 2010 a comuna tinha 1 466 habitantes (densidade: 76,2 hab./km²).